# 유품정리인은 보았다!
《유품정리인은 보았다!》는 2006년에 후소샤에서 간행된 논픽션 체험기이다. 저자는 요시다 타이치. 2009년에는 한국에 간행, 2012년에는 김석중 공저로 개정판이 나왔다.

## 개요
《유품 정리》업을 영위하는 저자가 자신의 블로그에 써둔 일의 내용을 바탕으로 서적화한 것이다. 사다 마사시 원작 고독사의 영화화에 즈음해, 참고도서가 되어, 요시다 타이이치가 경영하는 유품 정리 회사 키퍼스가 모델이 된다.
독거 노인이나 고독사 등을 중심으로, 현대 사회의 문제와 마주본 내용이 되고 있다. 현대 사회의 뒤의 사정을 명백하게 쓰여져 있다. 유품 정리 대행업자의 유품 회수에서 유족의 심경까지 세세하게 기재되어 있다.